# Surrey (circonscription du Parlement européen)
Pour les articles homonymes, voir Surrey.
Surrey était une circonscription du Parlement européen crée pour l'élection du Parlement européen de 1979 et a cessé d'exister en 1984, puis recrée en 1994 est de nouveaux supprimé en 1999, en raison de changement dans le mode de scrutin.
Avant l’adoption uniforme de la représentation proportionnelle en 1999, le Royaume-Uni utilisait le système uninominal à un tour pour les élections européennes en Angleterre, en Écosse et au pays de Galles. Les conscriptions du Parlement européen utilisées dans ce système étaient plus petites que les circonscriptions régionales les plus récentes et ne comptaient chacune qu'un seul membre au Parlement européen.
Lorsqu'il a été créé en Angleterre en 1979, il se composait des circonscriptions parlementaire du Parlement de Westminster, à savoir Chertsey and Walton, Dorking, Epsom and Ewell, Esher, Guildford, Reigate, Surrey North West, et Woking.
Il a été divisé en 1984, la moitié est fusionnant avec London South en tant que London South and Surrey East et le reste devenant Surrey West.
La circonscription a été recréée en 1994, composée des circonscriptions parlementaire du Parlement de Westminster de Chertsey and Walton, Esher, Guildford, Mole Valley, North West Surrey, Reigate, et Woking.